# Gaisthaler Hammer

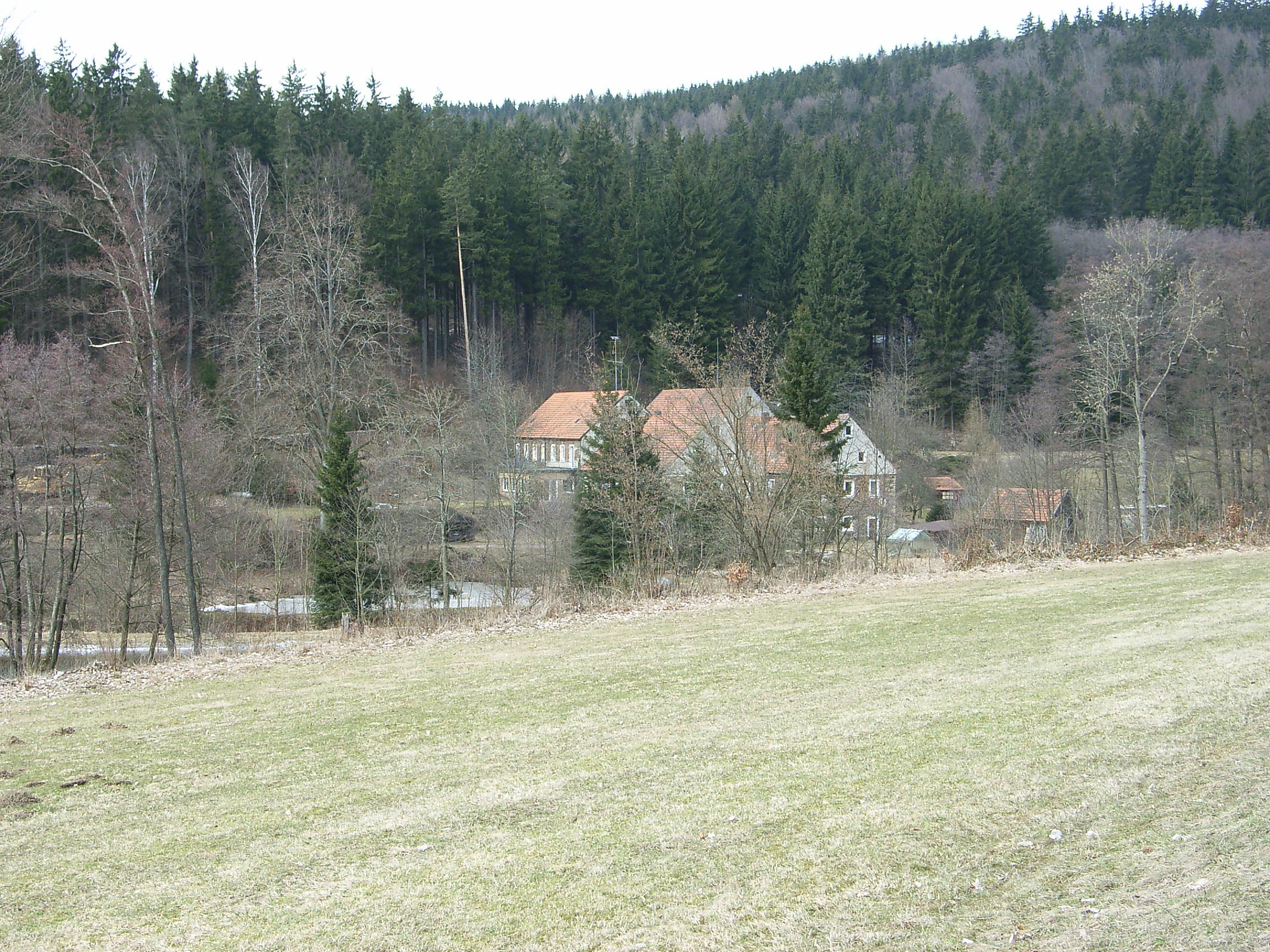
Gaisthaler Hammer heute

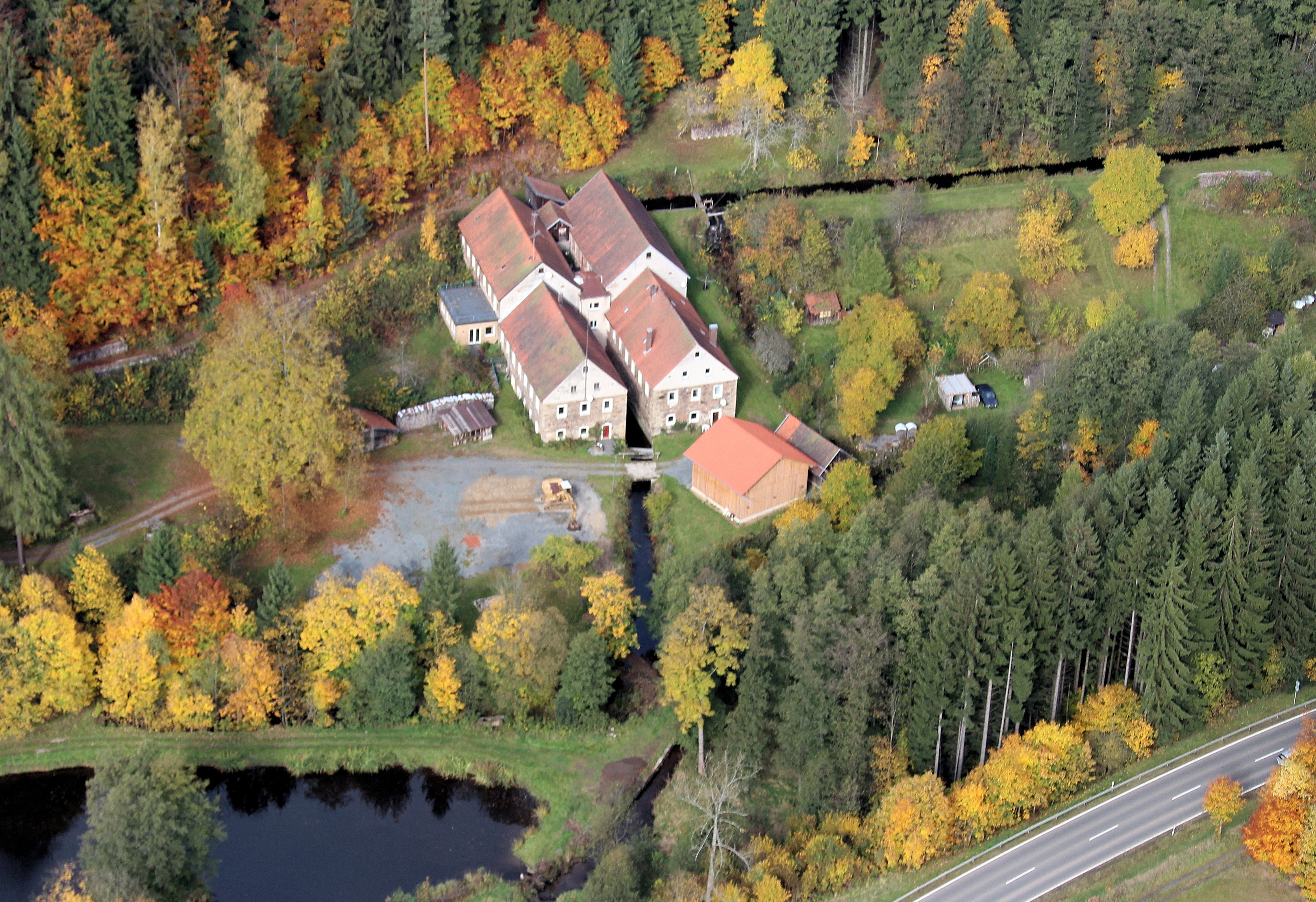
Gaisthaler Hammer (2017)

Der Gaisthaler Hammer ist ein ehemaliges Eisenhammerwerk im Oberpfälzer Wald im Schönseer Ort Gaisthalerhammer. Die erste urkundliche Erwähnung stammt aus der Oberpfälzer Hammereinigung von 1387. Der Gaisthaler Hammer war eines von vielen Hammerwerken im Oberpfälzer Wald, woran noch viele Orts- und Hausnamen erinnern. Die Wasserkraft, die Erzvorkommen und die ausgedehnten Buchenwälder machten aus dem Oberpfälzer Wald das sogenannte „Ruhrgebiet des Mittelalters“.

## Geschichte
Nach einer Blütezeit im 15. und 16. Jahrhundert wurde der Gaisthaler Hammer im Dreißigjährigen Krieg zerstört. Aus einem Bericht des Johann German Barbing an den Kurfürst Ferdinand Maria vom 16. Januar 1666 heißt es jedoch: „Gaißthal. Die Frau Fux(in) allda hat einen Eisenhammer, welcher dermalen gangbar, das nötdürftige „Arzt“ wird von Amberg genommen.“
Nach dem Krieg wurden im Schönseer Land von den fünf Hammerwerken nur noch der Gaisthaler Hammer wieder aufgebaut und erlebte im 18. Jahrhundert unter den neuen Besitzern Grünerwald eine weitere Blütezeit. Direkt neben der heutigen Staatsstraße 2159 zwischen Oberviechtach und Schönsee befand sich ein acht Meter hoher Hochofen mit zwei Blasebälgen, eine Giesserei und eine Meilerstelle. Die Gaisthaler Hausnamen Balgmacher und Modelbauer erinnern noch heute an Handwerkszweige, die mit dem Hammerwerk zusammenhingen. 1878 wurde der Hochofen stillgelegt. Neue Verfahren der Eisenverhüttung und die Verwendung von Koks statt Holzkohle hatten den Betrieb unrentabel gemacht. Die vorhandene Wasserkraft wurde jedoch weiter genutzt und betrieb eine Mahl- und Sägemühle; die jetzige Sägemühle ist von der Wasserkraft unabhängig. Auch eine Gastwirtschaft – der heutige Gaisthaler Hammer – wurde eingerichtet. Nachdem 1914 dieser vordere Hammer vom Kommerzienrat Carl Wolf aus Zwickau gekauft worden war, übernahmen 1963 die Familie Bussas – aus Ostpreußen stammend – die Gast- und Landwirtschaft Gaisthaler Hammer.